# 8212-es mellékút (Magyarország)
A 8212-es számú mellékút egy négy számjegyű mellékút Fejér vármegye északnyugati részén, Székesfehérvár vonzáskörzetében. Bakonykúti község egyedüli közúti megközelítési útvonala. Érdekessége, hogy a végponti végén nem csatlakozik közúthoz, hanem zsákutcaszerűen ér véget, négy számjegyű létére kissé szokatlan módon, akárcsak az út által keresztezett 8203-as út.

## Nyomvonala
Fehérvárcsurgó belterületén ágazik ki a 8204-es útból, annak 8+100-as kilométerszelvényénél, nyugat-délnyugat felé, Szabadság utca, majd Aranyhegy dűlő néven. 900 méter után kiér a település lakott területéről és nyugatnak fordul; elhalad a Gaja-patak duzzasztásával létrehozott Fehérvárcsurgói-víztározó mellett, attól északra, majd 2,5 kilométer után keresztezi a patakot. Ezt követően nagy irányváltással délnek fordul; 4,5 kilométer után belép Isztimér közigazgatási területére. A települést magát nem érinti, a hozzá tartozó Gúttamási településrészen viszont áthalad, nagyjából a 6+500-as kilométerszelvényénél, ott keresztezik egymást a 8203-as úttal, utóbbi itt a 11+350-es kilométerszelvényénél jár. 7,4 kilométer előtt lép be a zsákfalunak számító Bakonykúti területére és ott ér véget, Köztársaság utca néven; teljes hossza, az országos közutak térképes nyilvántartását szolgáló kira.gov.hu adatbázisa szerint 9,811 kilométer.

## Települések az út mentén
- Fehérvárcsurgó
- (Isztimér)
- Gúttamási
- Bakonykúti